# Vincent Janssen
Vincent Petrus Anna Sebastiaan Janssen (sinh ngày 15 tháng 6 năm 1994) là một cầu thủ bóng đá người Hà Lan hiện thi đấu ở vị trí tiền đạo cho câu lạc bộ Belgian First Division A Antwerp.

## Thống kê sự nghiệp

### Câu lạc bộ
Tính đến ngày 13 tháng 11 năm 2022
| Club              | Season       | League                   | League | League | National cup | National cup | League cup | League cup | Continental | Continental | Other | Other | Total | Total |
| Club              | Season       | Division                 | Apps   | Goals  | Apps         | Goals        | Apps       | Goals      | Apps        | Goals       | Apps  | Goals | Apps  | Goals |
| ----------------- | ------------ | ------------------------ | ------ | ------ | ------------ | ------------ | ---------- | ---------- | ----------- | ----------- | ----- | ----- | ----- | ----- |
| Almere City       | 2013–14      | Eerste Divisie           | 35     | 10     | 1            | 0            | —          | —          | —           | —           | —     | —     | 36    | 10    |
| Almere City       | 2014–15      | Eerste Divisie           | 34     | 19     | 2            | 2            | —          | —          | —           | —           | 2     | 1     | 38    | 22    |
| Almere City       | Total        | Total                    | 69     | 29     | 3            | 2            | —          | —          | —           | —           | 2     | 1     | 74    | 32    |
| AZ                | 2015–16      | Eredivisie               | 34     | 27     | 5            | 1            | —          | —          | 10          | 3           | —     | —     | 49    | 31    |
| Tottenham Hotspur | 2016–17      | Premier League           | 27     | 2      | 3            | 2            | 2          | 2          | 6           | 0           | —     | —     | 38    | 6     |
| Tottenham Hotspur | 2017–18      | Premier League           | 1      | 0      | —            | —            | —          | —          | —           | —           | —     | —     | 1     | 0     |
| Tottenham Hotspur | 2018–19      | Premier League           | 3      | 0      | —            | —            | —          | —          | —           | —           | —     | —     | 3     | 0     |
| Tottenham Hotspur | Total        | Total                    | 31     | 2      | 3            | 2            | 2          | 2          | 6           | 0           | —     | —     | 42    | 6     |
| Fenerbahçe        | 2017–18      | Süper Lig                | 16     | 4      | 2            | 1            | —          | —          | —           | —           | —     | —     | 18    | 5     |
| Monterrey         | 2019–20      | Liga MX                  | 25     | 5      | 9            | 7            | —          | —          | —           | —           | —     | —     | 34    | 12    |
| Monterrey         | 2020–21      | Liga MX                  | 25     | 7      | —            | —            | —          | —          | 5           | 2           | —     | —     | 30    | 9     |
| Monterrey         | 2021–22      | Liga MX                  | 27     | 3      | —            | —            | —          | —          | —           | —           | 2     | 0     | 29    | 3     |
| Monterrey         | Total        | Total                    | 77     | 15     | 9            | 7            | —          | —          | 5           | 2           | 2     | 0     | 93    | 24    |
| Royal Antwerp     | 2022–23      | Belgian First Division A | 17     | 9      | 1            | 0            | —          | —          | 5           | 0           | —     | —     | 23    | 9     |
| Career total      | Career total | Career total             | 244    | 86     | 23           | 13           | 2          | 2          | 26          | 5           | 4     | 1     | 297   | 107   |

1. ↑  Includes KNVB Cup, FA Cup, Turkish Cup, Copa MX and Belgian Cup
2. ↑  Includes EFL Cup
3. ↑  Appearances in Eredivisie relegation play-offs
4. ↑  Appearances in UEFA Europa League
5. ↑  Five appearances in UEFA Champions League, one appearance in UEFA Europa League
6. ↑  Appearances in CONCACAF Champions League
7. ↑  Appearances in FIFA Club World Cup
8. ↑  Appearances in UEFA Europa Conference League

### Quốc tế
Tính đến ngày 29 tháng 11 năm 2022
| Đội tuyển quốc gia | Năm       | Trận | Bàn |
| ------------------ | --------- | ---- | --- |
| Hà Lan             |           |      |     |
| 2016               | 10        | 4    |     |
| 2017               | 7         | 3    |     |
| 2022               | 5         | 0    |     |
| Tổng cộng          | Tổng cộng | 22   | 7   |

Bàn thắng và kết quả của Hà Lan được để trước.
| # | Ngày                | Địa điểm                                   | Số trận | Đối thủ     | Bàn thắng | Kết quả | Giải đấu                 |
| - | ------------------- | ------------------------------------------ | ------- | ----------- | --------- | ------- | ------------------------ |
| 1 | 29 tháng 3 năm 2016 | Sân vận động Wembley, London, Anh          | 2       | Anh         | 1–1       | 2–1     | Giao hữu                 |
| 2 | 1 tháng 6 năm 2016  | Sân vận động Energa Gdańsk, Gdańsk, Ba Lan | 4       | Ba Lan      | 1–0       | 2–1     | Giao hữu                 |
| 3 | 4 tháng 6 năm 2016  | Sân vận động Ernst Happel, Viên, Áo        | 5       | Áo          | 1–0       | 2–0     | Giao hữu                 |
| 4 | 7 tháng 10 năm 2016 | De Kuip, Rotterdam, Hà Lan                 | 8       | Belarus     | 4–1       | 4–1     | Vòng loại World Cup 2018 |
| 5 | 31 tháng 5 năm 2017 | Sân vận động Adrar, Agadir, Maroc          | 11      | Maroc       | 2–0       | 2–1     | Giao hữu                 |
| 6 | 4 tháng 6 năm 2017  | De Kuip, Rotterdam, Hà Lan                 | 12      | Bờ Biển Ngà | 5–0       | 5–0     | Giao hữu                 |
| 7 | 9 tháng 6 năm 2017  | De Kuip, Rotterdam, Hà Lan                 | 13      | Luxembourg  | 5–0       | 5–0     | Vòng loại World Cup 2018 |